# Guala de Roniis
Guala de Roniis (1180 - 3 de setembro de 1244) foi um padre católico italiano e um membro professo da Ordem dos Pregadores como um dos primeiros discípulos de Domingos de Gusmão. De Roniis nasceu como um nobre e foi nomeado bispo de Brescia após a morte de Domingos, embora também tenha servido como um legado papal popular que lhe rendeu apoio popular e papal. Ele pediu demissão de sua sé episcopal para dedicar o resto de sua vida à solidão pacífica, embora sua reputação de santidade pessoal levasse inúmeras pessoas a procurá-lo em busca de seu conselho.
A ratificação formal ao seu 'culto' local - ou devoção popular ao falecido bispo - permitiu que o Papa Pio IX confirmasse sua beatificação em 1º de outubro de 1868, dispensando a exigência de milagres conforme a confirmação do culto permite.

## Vida
Guala de Roniis nasceu em 1180 na província de Bérgamo e pertencia a uma famosa casa romana. Seus pais supervisionaram sua educação inicial e seu excelente progresso fez com que seus pais nutrissem grandes esperanças em relação ao seu futuro, ao mesmo tempo em que negligenciavam o pensamento de que talvez Deus tivesse uma surpresa reservada para seu filho e o curso de sua vida.
Ele ouviu Domingos de Gusmão pregar em 1219 e - como outros - ficou tão encantado com o caráter de Domingos que foi um dos primeiros a procurá-lo para se inscrever em sua nova Ordem dos Pregadores; ele logo recebeu o hábito do próprio Domingos e mais tarde recebeu a ordenação sacerdotal. Domingos logo chamou o padre a Bolonha para nomeá-lo um dos quatro encarregados da construção do convento de Santa Inês para freiras dominicanas , mas o projeto sofreu um breve fracasso com a oposição dos pais de Diana degli Andalò. Este ligeiro contratempo levou-o a regressar por um breve período a Bergamo. Ele serviu como um dos primeiros discípulos do santo e recebeu a nomeação deste último como o primeiro prior da ordem em Brescia, onde Domingos fundou um convento para a cidade.
Teodorico de Apolda e Jordão da Saxônia foram seus contemporâneos. De Roniis soube da morte de Domingos com grande tristeza em Brescia depois de ter uma visão. Ele havia adormecido com a cabeça apoiada no campanário de uma igreja e viu um frade subindo uma escada para o céu, onde anjos o cercavam - aquele frade era Domingos, sem o seu conhecimento na época. Ele estava prestes a partir para Bolonha quando soube que Domingos havia morrido no momento de sua visão.
O priorado de São Nicolau - agora denominado São Domingos - em Bolonha ficou vago e o povo de lá o elegeu para o cargo em 1226. Mas seu mandato tornou-se difícil com as tensões entre Bolonha e o rival de Mântua, o que levou o Papa Honório III a nomeá-lo como núncio papal nas duas cidades, para que pudesse assegurar a reconciliação entre as cidades em guerra; ele conseguiu negociar os termos de paz estabelecidos para uma década. O novo Papa, Gregório IX, então o nomeou legado papal para Frederico II, a fim de induzi-lo a cumprir sua promessa, muitas vezes quebrada, de marchar em uma cruzada pelo alívio dos fiéis em Jerusalém.  Em 20 de julho de 1225, ele supervisionou o bem-sucedido Tratado de San Germano em Cassino.
Brescia ansiava por seu retorno e quando o bispo da diocese morreu, o povo pressionou muito para que o padre fosse nomeado o novo bispo. De Roniis recebeu sua nomeação em 1229 como o bispo de Brescia de Gregório IX (ele estava relutante em aceitar) e ele recebeu sua consagração episcopal não muito depois que esta nomeação foi tornada pública. Um objetivo central de seu episcopado era o cuidado temporal das crianças. Mas o pontífice também o nomeou delegado apostólico tanto em Treviso quanto em Pádua quando os dois estavam em conflito - apesar de colocar o novo bispo longe de seu rebanho - e foi ele quem conduziu as negociações de paz com sucesso. Ele renunciou à sua sé episcopal em 1242 (depois de receber a aprovação papal para fazê-lo) devido à agitação civil e então se retirou para San Sepolcro d'Astino onde - apesar de seu retiro para uma solidão pacífica - as pessoas ainda se aglomeravam para vê-lo a fim de buscar seu conselho sábio.
De Roniis morreu em 3 de setembro de 1244. Seus restos mortais estão agora sob o altar de São Martinho em uma igreja beneditina.

## Beatificação
A ratificação formal do 'culto' local - ou devoção popular - para o falecido bispo permitiu que o Papa Pio IX emitisse a confirmação formal de sua beatificação em 1º de outubro de 1868. 